# الانقلاب العسكري العثماني 1912
الانقلاب العسكري العثماني 1912 (17 يوليو 1912) هو انقلاب عسكري داخل الدولة العثمانية ضد حكومة جمعية الاتحاد والترقي (التي فازت في انتخابات 1912) من مجموعة من ضباط الجيش أطلقوا على أنفسهم الضباط المنقذون أثناء فترة سقوط الدولة العثمانية.

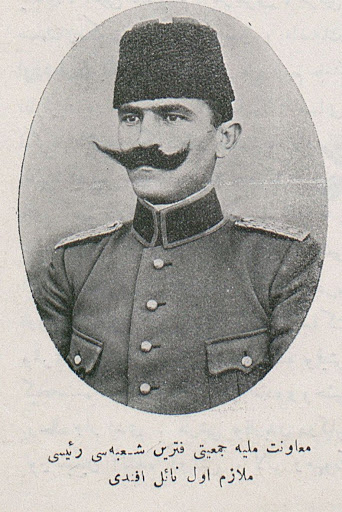
الملازم الأول نايل أفندي، عضو الضباط المنقذون ومنظم الانقلاب

غالبًا ما يُشار إلى الضباط المنقذون على أنهم الجناح العسكري لحزب الحرية والائتلاف (الاتحاد الليبرالي أو الائتلاف الليبرالي)، وهو حزب المعارضة الرئيسي بعد انتخابات 1912، والذي اشتهر بالدعاية الانتخابية وتزوير الناخبين من قبل حزب الاتحاد والترقي. جند أعضاء الحرية والائتلاف عناصر مثل الضباط لقضيتهم احتجاجًا. كان الانقلاب أحد الأحداث المركزية في سنوات الاضطرابات السياسية 1912-1913، والتي شهدت عدم الاستقرار السياسي بسبب الصراع على السلطة بين حزبي الاتحاد والترقي والحرية والائتلاف، بالإضافة إلى حروب البلقان التي اندلعت حديثًا.

## البداية
كانت حركة تركيا الفتاة هي حركة ثورية، وهي القوة الدافعة لثورتها، التي أسفرت عن إعلان السلطان عبد الحميد الثاني عن استعادة الدستور العثماني لسنة 1876 في 3 يوليو 1908. وفي انتخابات 1908 أصبح حزب الاتحاد والترقي هو حزب الأغلبية في الحكومة، بينما كانت أكبر الأقليات هو الاتحاد الليبرالي. ثم أتت واقعة 31 مارس (13 أبريل 1909) لتفكيك الحقبة الدستورية وإرجاع الحكم المطلق للسلطان / الخليفة عبد الحميد الثاني. ولكن تمكن جيش الحركة من إخماد الانقلاب المضاد. ومع ذلك لم يسيطر الاتحاد والترقي على الحكومة بالكامل. وأصيبت عناصر في البلاد بالقلق من الطريقة التي قام بها الاتحاديون بتزوير انتخابات 1912 لصالحهم، بالإضافة إلى اندلاع الحرب الإيطالية التركية في ليبيا وبدء الثورة الألبانية، ففقد حزب الاتحاد والترقي دعمه ومكانته السابقة.
انفصلت مجموعة من الضباط بقيادة محمد صادق عن الاتحاد والترقي، متهمين أعضاء اللجنة المركزية محمد طلعت ومحمد جاويد وحسين جاهد بإغرائهم من قبل الصهيونية والماسونية. وبعد ذلك استقال جاويد من منصب وزير المالية. وفي اجتماع في أكتوبر 1911 بين جميع الفرقاء السياسيين الرئيسيين في البرلمان طالب بوقف التعاون بين الليبراليين والاتحاد والترقي، مما أدى إلى زيادة الاستقطاب وأسفر عن إنشاء حزب الحرية والائتلاف المعروف أيضًا باسم الاتحاد الليبرالي. وبعد انتخابات 1912 التي اشتهرت بالتنافس والعنف ضد الاتحاد الليبرالي، زاد الاتحاد والترقي من قوته وشكل الغالبية العظمى من البرلمان.
حث طلعت الذي كان يشك بوزير الحرب محمود شوكت باشا على استقالته، مما أساء إلى أجزاء من الجيش. في ذلك الصيف اندلعت ثورة ألبانية أخرى، ولكن هذه المرة بدعم من الضباط الألبان داخل الجيش.

## الانقلاب
شكّل العقيد محمد صادق بك في شهر يونيو ومعه الرائد كمال الجاليبولي (الملقب لاحقًا شينكيل) زمرة الضباط المنقذين، وطلبوا من رئيس البرلمان العثماني خليل بك حل البرلمان الذي يهيمن عليه الاتحاد. فاستقال محمود شوكت باشا دعمًا لضباط المنقذين، فتعرض الاتحاديون للعزل مما أجبرهم على الرضوخ.
فشكل الغازي أحمد مختار باشا حكومة عرفت باسم «الحكومة الكبرى». وأعضاؤها من رجال الدولة المرموقين، وحصلوا بسهولة على الثقة البرلمان. وعلى الرغم من الأغلبية في البرلمان بيد الاتحاد والترقي، إلا أنه فقد سلطته التنفيذية. ومع أن أحمد مختار باشا وحكومته كانوا غير حزبيين، إلا أن الضباط المنقذين ضغطوا عليهم لفض البرلمان، فخسر حزب الاتحاد والترقي معقله الأخير.

## النتائج
حكمت السلطنة العثمانية حكومات مدعومة من الضباط المنقذين بدءا من صيف 1912. ولكن في أكتوبر اندلعت حروب البلقان، فهزم العثمانيون على جميع الجبهات. فأعطى ذلك فرصة لحزب الاتحاد والترقي لاستعادة قوته. فنظمت قيادته انقلابًا في يناير 1913، مما أجبر حكومة حزب الحرية والائتلاف المدعومة من الضباط المنقذين على الاستقالة تحت تهديد السلاح. هرب قادة ضباط الإنقاذ إلى مصر وألبانيا. فاستمرت الحكومات العثمانية بإدارة الاتحاديين حتى نهاية الحرب العالمية الأولى.